# Pola irygacyjne Wrocławia
Pola irygacyjne Wrocławia (pola irygacyjne na Osobowicach, Städtliche Rieselfelder) – obszar pól irygacyjnych położonych w północnej części miasta. Powstały w 1881 r. i pełniły przez przeszło 100 lat funkcję naturalnej oczyszczalni ścieków wrocławskiej aglomeracji miejskiej (naturalna oczyszczalnia mechaniczno-biologiczna). Była to jedna z pierwszych w Europie oczyszczalni ścieków. W związku z uruchomieniem Wrocławskiej Oczyszczalni Ścieków na Janówku, udział pól irygowanych w procesie oczyszczania ścieków ulegał systematycznemu zmniejszaniu – zarówno pod względem ilości ścieków, jak i powierzchni zalewanej. Eksploatację pól ostatecznie zakończono w roku 2013. Obecnie pola irygacyjne na Osobowicach są zasilane tylko wodą z opadów atmosferycznych. Taka sytuacja spowodowała trwałe obniżenie się dotychczasowych poziomów wód gruntowych. Teren pól położony jest na Równinie Wrocławskiej, w obszarze dawnej dzielnicy Psie Pole pomiędzy osiedlami: Osobowice (na południe od pól irygacyjnych), Rędzin i Lesica (na południowy zachód od pól), Lipa Piotrowska i Świniary (na północny wschód od pól, za linią kolejową nr 271).

## Historia
Początki funkcjonowania we Wrocławiu pól irygacyjnych sięgają roku 1881, kiedy to oddano do eksploatacji pierwsze urządzenia na tym terenie. Decyzja o wyborze tego terenu na jedną z pierwszych w Europie oczyszczalni ścieków w XIX w. wynikała z kilku kryteriów. Po pierwsze własność gruntu, który musiał należeć do gminy. Po drugie odpowiednie warunki hydrogeologiczne i glebowe. Po trzecie warunki topograficzne, relatywnie bliska odległość od centrum miasta w celu wybudowania kolektora transportującego ścieki z przepompowni na pola irygacyjne.
Na początku XX w. całkowita powierzchnia pól irygowanych wyniosła ok. 1280 ha. Pod koniec II wojny światowej, podczas oblężenia Wrocławia w 1945 r., pola zostały zaminowane, zalane i częściowo zdewastowane. W okresie powojennym pola zostały przywrócone do funkcjonalności i włączone do powstałego Państwowego Gospodarstwa Rolnego Osobowice, które zajmowało się ich eksploatacją i utrzymaniem. Przepustowość projektowa tej oczyszczalni wynosiła 70 tysięcy m³ na dobę. W latach siedemdziesiątych i osiemdziesiątych nastąpiło przeciążenie pól irygacyjnych; trafiało tu zbyt dużo ścieków w stosunku do możliwości prawidłowego ich oczyszczania, co z kolei powodowało znaczne zanieczyszczenie Odry, do której odprowadzano niedostatecznie oczyszczone ścieki. Dopiero oddanie w 2001 roku oczyszczalni ścieków na Janówku pozwoliło na odciążenie pól irygacyjnych i dostosowanie ilości ścieków tu trafiających do możliwości pól w zakresie ich oczyszczania. Na rok 2002 odprowadzano z pól irygacyjnych do Odry około 53 350 m³ na dobę oczyszczonych ścieków. Na rok 2008 na pola trafiało około 45 tys. m³ ścieków na dobę
| rok       | wydarzenie |
| --------- | --- |
| 1881      | budowa pierwszych urządzeń na polach irygacyjnych Osobowice |
| 1976      | rozpoczęcie budowy Wrocławskiej Oczyszczalni Ścieków (WOŚ), zwanej wówczas Centralną                                                                                 |
| 1978      | wstrzymanie prac przy budowie WOŚ, z powodu braku środków finansowych                                                                                                |
| 1982      | wznowienie budowy oczyszczalni ścieków |
| 1980-1989 | największa ilość ścieków trafiających na pola irygacyjne: średnio 170-180 tysięcy m3 na dobę, nawet 210 tysięcy m³ na dobę                                           |
| 1996      | zakończenie pierwszego etapu budowy WOŚ i przekazanie w zarząd Miejskiemu Przedsiębiorstwu Wodociągów i Kanalizacji Spółka S.A. (MPWiK) we Wrocławiu                 |
| 2001      | ostateczne zakończenie rozruchu i uroczyste oddanie Wrocławskiej Oczyszczalni Ścieków, zmniejszenie ilości ścieków trafiających na pola irygacyjne                   |
| 2004      | przejęcie terenów od miasta przez MPWiK |
| 2009      | rozpoczęcie modernizacji i rozbudowy WOŚ |
| 2012      | zakończenie rozbudowy Wrocławskiej Oczyszczalni Ścieków |
| 2015      | zakończenie zalewania pól irygacyjnych na Osobowicach |
| 2019      | publikacja opracowania „Wrocławskie pola irygacyjne. Unikatowy ekosystem wymagający ochrony prawnej oraz udostępnienia mieszkańcom na cele rekreacyjne i edukacyjne” |
| 2020-2022 | przeprowadzenie (powtórnej) inwentaryzacji przyrodniczej pól |

## Współczesność
Pola irygacyjne obejmują obecnie obszar o powierzchni 1100 ha (1044,15 ha), na którym rozmieszczone są podziemne dreny i osadniki do przetrzymywania ścieków. Polami irygacyjnymi zarządza Miejskie Przedsiębiorstwo Wodociągów i Kanalizacji S.A. we Wrocławiu. Przez pola przepływa Trzciana, której korytem odprowadzana jest z pól woda do rzeki Odry. Na terenie pól irygacyjnych istnieje 11 osadników ziemnych, dwukomorowych ze szlamownikiem, około 250 km rowów doprowadzających i odprowadzających ścieki oraz wody.  Pod względem zagospodarowania terenu 852,49 ha zajmują pola irygowane pokryte roślinnością trawiastą; pozostały obszar to drogi, osadniki ziemne, wały, tereny zadrzewione, nieużytki.

A8 i DK5 w rejonie pól irygacyjnych, na północ od Odry

Obszar pól irygacyjnych przecinały lokalne drogi – ulice o niewielkim natężeniu ruchu i znaczeniu wyłącznie lokalnym, co zostało zmienione (Ulica Lipska – obecnie droga wojewódzka nr 327, Ulica Szachistów – obecnie droga wojewódzka nr 320; lokalne ulice: Ulica Wrzosowa, Ulica Ćwiczebna, Ulica Ślazowa, Ulica Szczawiowa, Ulica Łyżwiarzy, Ulica Kajakarzy, Ulica Zapotocze, Ulica Koszykarzy). Obszar pól przecinają także dwie drogi, na których istnieje znaczne natężenie ruchu pojazdów:
- Autostradowa Obwodnica Wrocławia (przecina pola w rejonie osiedla Rędzin)
- Obwodnica Śródmiejska – droga krajowa nr 5 (południowo-wschodni kraniec pól).

## Przyroda

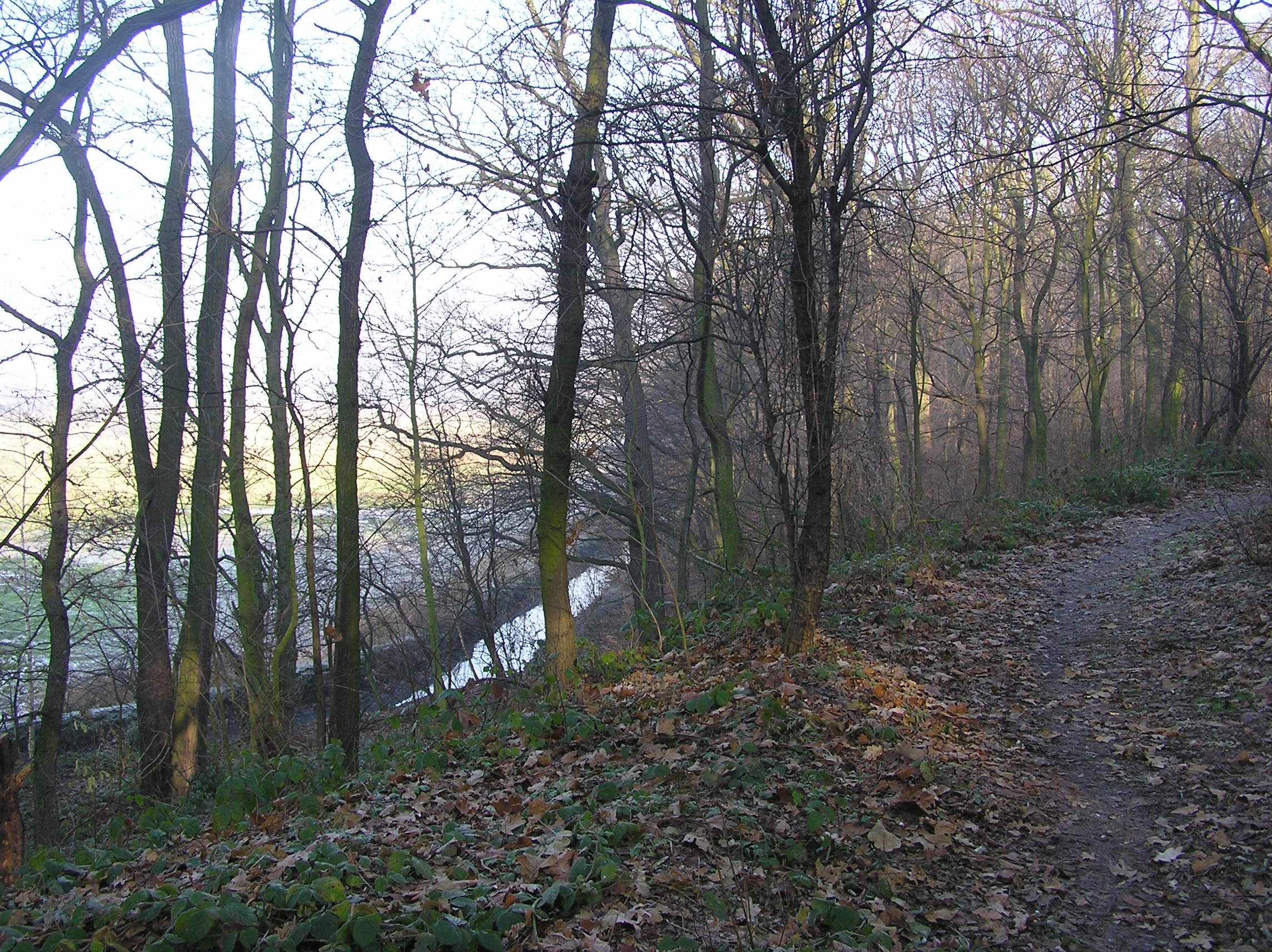
Las Osobowicki, Szaniec Szwedzki, kanał wodny pól irygacyjnych

Pola irygacyjne stanowiły naturalną, ekologiczną oczyszczalnię ścieków. Na niezabudowanym obszarze dokonywało się irygacji (wprowadzenia w grunt) ścieków. W odstojnikach osadzały się zanieczyszczenia. Woda przepływała przez grunt, w którym dokonywał się proces filtracji wody. Była ona następnie zbierana i odprowadzana kanałami do recypienta. Taki obszar stanowił miejsce rozwoju określonego ekosystemu, choć sztucznie stworzonego przez człowieka. W przypadku pól irygacyjnych na Osobowicach, położonych w korytarzu ekologicznym Odry, występują także istotne powiązania przyrodnicze z wieloma innymi elementami środowiska naturalnego:
- z wodami powierzchniowymi, tj. ze
  - zbiornikami wodnymi (odstojniki, rozlewiska), oraz z
  - ciekami wodnymi (Odra, Widawa, Trzciana, Mokrzyca oraz systemem kanałów i rowów),
- z lasami (Las Osobowicki, Las Rędziński, lasy na lewym brzegu Odry: Las Pilczycki, Las w rejonie Nowej Karczmy i Janówka, lasy na prawym brzegu Widawy w Gminie Oborniki Śląskie)
- z innymi obszarami (Cmentarz Osobowicki[d], teren wojskowy, łąki, terasy, ogrody działkowe i inne).

Obszary te są oceniane jako cenne ekologicznie, a znaczne zmniejszenie ilości ścieków tu oczyszczanych, przyczyniło się początkowo do poprawy stanu środowiska przyrodniczego. Ocenia się przy tym, że całkowite zaniechanie wprowadzania wód w ten rejon powodowałoby zniszczenie aktualnie wytworzonego ekosystemu, co ocenianie jest negatywnie – stąd postulaty zachowania tego środowiska poprzez odprowadzanie wyłącznie wód deszczowych, oraz odpowiednią ochronę prawną. W ramach działań zmierzających do poprawy jakości wód postuluje się między innymi modernizację pól irygowanych.
Szczególne znaczenie pól irygacyjnych dla środowiska przyrodniczego dotyczy ptaków, jako miejsce gniazdowania i przelotów. Stwierdzono występowanie tu między innymi: kani czarnej, trzmielojada, błotniaka stawowego, dzięcioła średniego, derkacza. Ponadto można podać, że stwierdzono tu występowanie 17 gatunków drobnych ssaków. Występują tu łąki: łąki rajgrasowe, łąki z życicą wielokwiatową; trzcinowiska, mozga i pałka szerokolistna; gatunki chronione: grążel żółty, bluszcz pospolity, śnieżyczka przebiśnieg, kruszczyk szerokolistny, groszek szerokolistny, centuria pospolita, konwalia majowa oraz chroniony grzyb: sromotnik bezwstydny; rośliny z Czerwonej Listy Roślin Naczyniowych Zagrożonych w Polsce: groszek liściakowy, selernica żyłkowana. Herpetofauna reprezentowana jest przez 10 gatunków, między innymi traszkę grzebieniastą i padalca. Ocenia się występowanie z awifauny: 182 gatunków ptaków (w tym 85 wodno-błotnych), w tym 92 lęgowych lub prawdopodobnie lęgowych (w tym 35 wodno-błotnych). Wśród drapieżnych ssaków, których obecność stwierdzono na polach irygacyjnych można wymienić między innymi: kunę domową, kunę leśną, łasicę, gronostaja, norkę amerykańską, lisa i borsuka.
Gleby na obszarze pól irygacyjnych to mady rzeczne i gleby gruntowo-glejowe. Przeprowadzono w latach dziewięćdziesiątych badania gleb, które.

wykazały wzbogacenie powierzchniowej warstwy tych gleb w azot, fosfor i magnez, co można by interpretować jako cechę korzystną w warunkach intensywnego użytkowania łąkowego. Równocześnie jednak stwierdzono zanieczyszczenie gleb ołowiem (do 74,2 mg/kg) i cynkiem (do 500 mg/kg), a także rtęcią (do 9,1 mg/kg). Zanieczyszczenie dotyczy warstwy do 50 cm od powierzchni, a jego stopień bardzo zależy od uziarnienia gleb, intensywności oraz długotrwałości nawadniania ściekami.

Obszar proponowany jest przez organizacje pozarządowe do utworzenia obszaru specjalnej ochrony ptaków (Dyrektywa Ptasia) w ramach programu Natura 2000

## Otoczenie prawne i plany zagospodarowania
Północna część pól irygacyjnych jest objęta miejscowym planem zagospodarowania przestrzennego nr 113. W planie wydzielono kilkanaście terenów o różnym przeznaczeniu, największe z nich to wody otwarte (symbol W), użytki rolne pełniące rolę trwałych użytków zielonych (Rz), osadniki i przepompownie ścieków (NO), parki leśne (ZL), tereny zalesień (RL) i tereny zadrzewień (ZZ). Ponadto, wyznaczono siedem oddalonych od siebie stanowisk o powierzchni od około 1 ha do około 9 ha, jako postulowane użytki ekologiczne (E).
Południowa część pól irygacyjnych jest objęta miejscowym planem zagospodarowania przestrzennego nr 115. Największe są parki leśne (ZL), tereny otwarte i trwałe łąki (ZR) oraz tereny zadrzewień (ZL). W planie określono, iż w celu ochrony i zachowania wartości środowiska przyrodniczego w obszarze obowiązują następujące zasady: ustala się zasadę zachowania obszarów o charakterze naturalnych terenów otwartych o wysokich wartościach przyrodniczych, z warunkiem utrzymania cennej roślinności i ekosystemu części pól irygacyjnych o szczególnym znaczeniu dla żerowania, gniazdowania i przelotów wielu gatunków ptaków (§ 6 ust. 1 pkt 3). W dalszej części, w związku z ww. zasadą, ustalono obowiązek utrzymania zasilania części pól irygacyjnych ściekami w stopniu nieprzekraczalnym dla możliwości przebiegu samooczyszczenia się gleby, zachowującym równowagę przyrodniczą najcenniejszych ekosystemów określonych niniejszą uchwałą, również w przypadku ograniczenia funkcji oczyszczania ścieków (§ 6 ust. 5 pkt 1).
W „Programie ochrony środowiska dla miasta Wrocławia na lata 2021-2025 z perspektywą do roku 2030” (UCHWAŁA NR XLVI/1194/21 RADY MIEJSKIEJ WROCŁAWIA z dnia 25 listopada 2021 r.) pola irygacyjne wymienione są jako jeden z najcenniejszych obszarów pod względem przyrodniczym (str. 138 Programu). Zaliczono je do „strefy dominującej” zarządzania i kreowania przestrzeni przyrodniczej, która powinna zapewniać drożność korytarzy migracyjnych, kształtować bioróżnorodność i krajobraz, a także pełnić funkcję „zielonych płuc” Wrocławia, ponadto zapewniać tereny rekreacyjne i wypoczynkowe (str. 140 Programu).
Prezydent Wrocławia zapowiedział, że do końca 2022 r. zwróci się do Regionalnej Dyrekcji Ochrony Środowiska z wnioskiem w sprawie utworzenia na terenie pól rezerwatu przyrody, który ma objąć powierzchnię 751 ha.

## Starania o odtworzenie mokradeł
W roku kwietniu 2019 r. zawiązała się inicjatywa obywatelska „Wrocławskie Pola Irygacyjne”, która działa na bazie fanpage'u założonego w 2012 r. z inicjatywy Śląskiego Towarzystwa Ornitologicznego. Jej celem jest odtworzenie mokradeł na wrocławskich polach irygacyjnych, ustanowienie tam pierwszego rezerwatu przyrody we Wrocławiu oraz udostępnienie tego terenu mieszkańcom. W lipcu 2019 r. opublikowano opracowanie „Wrocławskie pola irygacyjne. Unikatowy ekosystem wymagający ochrony prawnej oraz udostępnienia mieszkańcom na cele rekreacyjne i edukacyjne”, zawierające koncepcję zagospodarowania pól. W maju 2020 r., na zlecenie władz Wrocławia, rozpoczęła się (powtórna) inwentaryzacja przyrodnicza pól, która trwała do marca 2022 r. Jej przeprowadzenie pozwoliło na określenie zmian, jakie zaszły w ekosystemie pól irygacyjnych po zaprzestaniu użytkowania ich jako oczyszczalni ścieków. Mimo że potwierdzono obniżenie walorów botanicznych większej części badanego terenu, stwierdzono zarazem występowanie licznych cennych (chronionych lub zagrożonych) taksonów w tym m.in.: 17 cennych gatunków roślin naczyniowych (w tym 1 gatunek uznany za wymarły na Dolnym Śląsku), 9 cennych gatunków porostów (oraz 1 nowy dla Dolnego Śląska), 7 cennych gatunków grzybów, 30 cennych gatunków owadów, 10 chronionych gatunków płazów, 4 chronione gatunki gadów, 106 chronionych gatunków ptaków, dla których pola irygacyjne są ważną ostoją o znaczeniu międzynarodowym (IBA PL167) oraz 22 gatunki chronione ssaków. 